# 站话
站话是黑龙江省西部的一些方言岛的汉语方言。由北方官话与云南话糅合形成。

## 历史与现状
清代康熙二十四年，为抗击沙俄哥萨克入侵黑龙江干流一带，清政府在今黑龙江省西部设立一系列驿站，站丁及其家人是吴三桂手下云贵籍和部分北方籍士卒。因此形成的方言岛被成为“站话”。
肇源县六个古驿站，其中茂兴站话已被肇源县非物质文化遗产保护中心立项保护。